# Die Himmel erzählen die Ehre Gottes, BWV 76

Manuscrit de la cantata feta per Johan Sebastian Bach.

Die Himmel erzählen die Ehre Gottes, BWV 76 (Els cels proclamen la glòria de Déu), és una cantata religiosa de Johann Sebastian Bach per al segon diumenge després de la Trinitat, estrenada a Leipzig, el 6 de juny de 1723.

## Origen i context
D'autor desconegut, utilitza en el primer número, el segon i quart versicles del salm 19, i per als corals que clouen les dues parts de la cantata, la primera i la tercera estrofa, respectivament, de l'himne Es woll uns Gott genädig sein de Luter (1523). És la segona cantata que Bach interpretà a Leipzig i té un gran semblança, llargada inclosa, amb l'anterior (BWV 75), fet quasi obligat, ja que aquesta es presentà a l'església de sant Tomàs, i lògicament Bach volia complaure per igual a tots els feligresos. Les lectures del dia, l'Epístola, Primera carta de Joan (3, 13-18), es refereix a l'exhortació de l'amor fratern, i l'evangeli (Lluc 14, 16-24) narra la Paràbola del banquet de noces, idees aprofitades pel llibretista que animen a estimar als altres pels seus actes i a rebutjar l'odi del món. Per a aquest diumenge només es conserva una altra cantata la BWV 2.

## Anàlisi
Obra escrita per a soprano, contralt, tenor, baix i cor; trompeta aguda, dos oboès, oboè d'amor, viola da gamba, corda i baix continu amb fagot. Consta de catorze números dividits en dues parts, que acaben amb el mateix coral.
Primera part
1. Cor: Die Himmel erzählen die Ehre Gottes (Els cels proclamen la glòria de Déu)
2. Recitatiu (tenor): So lässt sich Gott nicht unbezeuget! (Així, és com Déu es manifesta!)
3. Ària (soprano): Hört, ihr Völker, Gottes Stimme (Escolteu, pobles, la veu de Déu)
4. Recitatiu (baix): Wer aber hört (Però, qui voleu que escolti)
5. Ària (baix): Fahr hin, abgöttische Zunft! (Fora, secta idòlatra!)
6. Recitatiu (contralt): Du hast uns, Herr, von allen Straßen (Ens crides perquè vinguem a Tu, Senyor)
7. Coral: “Es woll uns Gott genädig sein” (Que Déu ens sigui clement)

Segona part
1. Simfonia
2. Recitatiu (baix): Gott segne noch die treue Schar (Que Déu beneeixi l'estol de fidels)
3. Ària (tenor): Hasse nur, hasse mich recht (Odieu-me, odieu-me del tot)
4. Recitatiu (contralt): Ich fühle schon im Geist (Sento ja dins de l'ànima)
5. Ària (contralt): Liebt, ihr Christen, in der Tat! (Cristians, feu-ho tot per amor!)
6. Recitatiu (tenor): So soll die Christenheit (Així doncs, tots els cristians)
7. Coral: Es danke, Gott, und lobe dich (Et donem gràcies i et lloem, Déu nostre)

El cor inicial, igual que el de la cantata BWV 75, és un gran motet sobre un text dels salms, dividit en dues parts. La primera Die Himmel erzählen (Els cels proclamen) s'obre amb un concertant instrumental seguit de la intervenció del baix solista i per tot el cor, i la segona Es ist keine Sprache (No hi ha cap llengua) és una fuga presentada pels solistes acompanyats pel continu. El recitatiu de tenor, número 2, comença emparat per la corda i dona pas a una secció central en què pels dos violins vocalitza sobre dass sich die Himmel regen (Perquè els cels desvetllin) i sich bewegen (i esperonin cossos i ànimes). A l'ària següent el soprano canta Hört, ihr Völker (Escolteu pobles), que omple, pràcticament tota la peça. Un recitatiu de baix dona pas a l'ària, també de baix, recolzada per una sòlida orquestració de la corda, continu i trompeta, on la veu poderosa del solista se centra en les expressions Fahr bin (fora), verehren (glorificar) o la suspensió sobre l'últim vers Er ist das Licht der Vermunft (Puix, és la llum de la raó). El recitatiu de contralt, número 6, porta al coral que clou la primera part i que, igual que el de la BWV 75, no és a cappella sinó que la trompeta amb la corda i el continu presenten cada frase i finalment s'hi afegeix el cor; la melodia que acompanya el text indicat és de Matthäus Greiter. Una simfonia obre la segona part, com ho fa també la BWV 75, amb un concertant instrumental a càrrec de l'oboè, la viola da gamba i el continu, en un estil proper a l'obertura francesa, que Bach l'adaptaria més endavant per a l'orgue en la Sonata en trio número 4 (BWV528). A continuació un recitatiu de baix, emparat per tota la corda i el continu, introdueix l'ària de tenor, número 10, només recolzat pel continu que li dona un aire molt peculiar, agre i violent al començament que s'amoroseix sobre el text Christum gläubig zu umfassen (Que per abraçar-me a Crist). Dos recitatius emmarquen l'última ària de contralt, número 12, d'una dolçor impressionant, amb la veu acompanyada de l'oboè d'amor, la viola da gamba i el continu. Un coral amb la mateixa melodia que el de la primera part, però sobre un altre versicle, tanca la cantata. Té una durada d'una mica més de mitja hora.

## Discografia seleccionada
- J.S. Bach: Das Kantatenwerk. Sacred Cantatas Vol. 4. Nikolaus Harnoncourt, Tölzer Knabenchor (Gerard Schmidt-Gaden, director), Concentus Musicus Wien, Wilhelm Wiedl (soprano del cor), Paul Esswood, Kurt Equiluz, Rud van der Meer. (Teldec), 1994.
- J.S. Bach: The complete live recordings from the Bach Cantata Pilgrimage. CD 28: Basilique Saint-Denis, París; 2 i 3 de juliol de 2000. John Eliot Gardiner, Monteverdi Choir, English Baroque Soloists, Lisa Larsson, Daniel Taylor, James Gilchrist, Stephen Varcoe. (Soli Deo Gloria), 2013.
- J.S. Bach: Complete Cantatas Vol. 6. Ton Koopman, Amsterdam Baroque Orchestra & Choir, Ruth Ziesak, Elisabeth von Magnus, Paul Agnew, Klaus Mertens. (Challenge Classics), 2003.
- J.S. Bach: Cantatas Vol. 9. Masaaki Suzuki, Bach Collegium Japan, Midori Suzuki, Robin Blaze, Gerd Türk, Chiyuki Urano. (BIS), 1998.
- J.S. Bach: Church Cantatas Vol. 24. Helmuth Rilling, Gächinger Kantorei, Bach-Collegium Stuttgart, Arleen Augér, Helen Watts, Adalbert Kraus, Siegmund Nimsgern. (Hänssler), 1999.

- J.S. Bach: Cantatas BWV 32 & 76. Hermann Scherchen, Wiener Akademie-Kammerchor, Orchestra of the Vienna State Opera, Magda László, Hilde Rössel-Majdan, Petre Munteanu, Richard Standen; recorded at Westminster 1952. (Archipel Records), 2004.